# راؤول أوليفيرا
راؤول أوليفيرا (26 أغسطس 1972 بلشبونة في البرتغال - ) هو لاعب كرة قدم برتغالي في مركز الدفاع. لعب مع إستريلا دا أمادورا وبرادفورد سيتي ونادي أكاديميكا كويمبرا ونادي بيلينينسش وأمورا ‏ ونادي فارنزي وS.C. Lusitânia ‏.

## وصلات خارجية
- راؤول أوليفيرا على موقع قاعدة بيانات كرة القدم.إي يو (الإنجليزية)
- راؤول أوليفيرا على موقع Soccerbase.com (لاعب) (الإنجليزية)